# Patrick Roest
Patrick Roest (* 7. prosince 1995 Giethoorn) je nizozemský rychlobruslař.
Od roku 2013 závodil ve Světovém poháru juniorů, v letech 2014 a 2015 získal na juniorských světových šampionátech osm medailí, včetně tří zlatých. Od sezóny 2015/2016 startuje ve Světovém poháru. Na Mistrovství světa ve víceboji 2017 vybojoval stříbrnou medaili. Na Zimních olympijských hrách 2018 vybojoval na trati 1500 m stříbrnou medaili a ve stíhacím závodě družstev získal bronz. Z vícebojařského světového šampionátu 2018 si přivezl zlatou medaili a na ME 2019 vybojoval ve víceboji stříbro. Na Mistrovství světa na jednotlivých tratích 2019 získal stříbrné medaile v závodech na 5000 m a 10 000 m a na vícebojařském šampionátu 2019 obhájil titul světového šampiona. Na ME 2020 získal zlatou medaili na distanci 5000 m a ve stíhacím závodě družstev a bronz na trati 1500 m. Na MS 2020 ve víceboji podruhé obhájil titul. V sezóně 2019/2020 zvítězil ve Světovém poháru v celkovém hodnocení závodů na dlouhých tratích. Na Mistrovství Evropy 2021 vyhrál vícebojařskou soutěž. V ročníku 2020/2021 Světového poháru zvítězil v celkovém hodnocení v závodech na 5000 m. Z MS 2021 si z téže distance přivezl stříbrnou medaili, z tratě 1500 m bronz a ze stíhacího závodu družstev zlato. Na evropském šampionátu 2022 zvítězil na trati 5000 m a ve stíhacím závodě družstev, na Zimních olympijských hrách 2022 vybojoval stříbrné medaile na distancích 5000 m a 10 000 m a ve stíhacím závodě družstev byl čtvrtý. Krátce poté získal stříbrnou medaili na Mistrovství světa ve víceboji 2022.